# 汪洋太空人
〈汪洋太空人〉是澳洲饶舌歌手Masked Wolf於2019年6月7日發行的歌曲，由厄勒克特拉唱片以數位下載形式推出。该歌曲并于2021年1月6日重新发行。

## 歌曲背景
2019年6月7日，该歌曲是从Teamwrk唱片公司所发布的。当时他还没有受欢迎。2020年末，抖音因使用该歌曲而受欢迎。〈汪洋太空人〉搜歌量在Shazam及Apple Music榜首。

## 榜單表現
| 周榜單（2021年）                         | 最高 排名 |
| ---------------------------------------- | --------- |
| 澳大利亚（澳大利亚唱片业协会榜）         | 4         |
| 奥地利（Ö3四十强单曲榜）                 | 2         |
| 比利时佛兰德（Ultratop五十强单曲榜）     | 26        |
| 比利时瓦隆（Ultratop五十强单曲榜）       | 38        |
| 加拿大（加拿大百强单曲榜）               | 5         |
| 独联体（Tophit独联体电台榜）             | 4         |
| 哥斯达黎加 （拉美监控）                  | 6         |
| 捷克（電台百強單曲榜）                   | 69        |
| 捷克（百強數位單曲榜）                   | 1         |
| 丹麦（Tracklisten）                      | 20        |
| 萨尔瓦多（拉美监控）                     | 5         |
| 芬兰（芬蘭官方單曲榜）                   | 3         |
| 法国（法国唱片出版业公会）               | 29        |
| 德国（德國官方單曲榜）                   | 4         |
| 全球（《公告牌》全球二百强单曲榜）       | 3         |
| 希臘（國際唱片業協會希臘分會國際單曲榜） | 1         |
| 洪都拉斯（拉美监控）                     | 3         |
| 匈牙利（四十強單曲榜）                   | 1         |
| 匈牙利（四十強串流榜）                   | 1         |
| 愛爾蘭（愛爾蘭唱片音樂協會单曲榜）       | 14        |
| 意大利（意大利音乐产业联盟）             | 33        |
| 立陶宛（AGATA）                          | 1         |
| 马来西亚（马来西亚唱片业协会）           | 12        |
| 墨西哥（拉美监控）                       | 7         |
| 墨西哥（《告示牌》英格爾斯電台榜）       | 3         |
| 荷兰（荷蘭四十強單曲榜）                 | 14        |
| 荷兰（百强单曲榜）                       | 7         |
| 新西兰（新西兰唱片音乐协会）             | 6         |
| 挪威（世界之路榜单）                     | 10        |
| 波蘭（波蘭百大電台榜）                   | 45        |
| 葡萄牙（葡萄牙唱片業協會单曲榜）         | 3         |
| 罗马尼亚（罗马尼亚电台榜）               | 1         |
| 俄罗斯（Tophit俄罗斯电台榜）             | 3         |
| 新加坡（新加坡唱片业协会）               | 11        |
| 斯洛文尼亚（百强单曲榜）                 | 1         |
| 瑞典（瑞典最热榜）                       | 16        |
| 瑞士（瑞士热门音乐榜）                   | 4         |
| 土耳其（土耳其音乐海外单曲榜）           | 1         |
| 英國（官方榜单公司單曲榜）               | 15        |
| 英國（官方榜单公司節奏藍調榜）           | 5         |
| 美国（百强单曲榜）                       | 7         |
| 美国（《公告牌》成人四十强单曲榜）       | 28        |
| 美国（《公告牌》热门R&B/嘻哈歌曲榜）     | 4         |
| 美国（《公告牌》主流四十强单曲榜）       | 16        |
| 美国（《公告牌》節奏歌曲榜）             | 9         |

## 销量认证
| 地區                           | 认证 | 认证单位/销量 |
| ------------------------------ | ---- | ------------- |
| 澳大利亚（澳大利亚唱片业协会） | 金   | 35,000‡       |
| 意大利（意大利音乐产业联盟）   | 金   | 35,000‡       |
| 新西兰（新西兰唱片音乐协会）   | 金   | 15,000‡       |
| ‡僅含認證的+實際銷量           |      |               |